# Бываенки
Бываенки (мар. Буванке) — опустевшая деревня в Новоторъяльском районе Республики Марий Эл. Входит в состав Староторъяльского сельского поселения.

## География
Находится в северо-восточной части республики Марий Эл на расстоянии приблизительно 8 км по прямой на юго-запад от районного центра посёлка Новый Торъял.

## История
Была известна с 1884 года, когда здесь (починок Кугенер) в 32 дворах числилось 184 человека. В 1905 году в нём насчитывалось 36 дворов, 213 человек. В 1917 году числилось 46 хозяйств. В 1939 году в деревне Бываенки зарегистрировано 199 жителей. К 1970 году в деревне числилось 54 человека. В 1999 году оставались 2 хозяйства. В советское время работал колхоз «Победа».

## Население
Население составляло 3 человека (мари 67 %, русские 33 %) в 2002 году, 0 в 2010.